# Labdarúgás Olaszországban
A labdarúgás a legnépszerűbb sportág Olaszországban. Az olasz labdarúgó-válogatott 4 világbajnoki címmel (1934, 1938, 1982, 2006) büszkélkedhet, mindössze csak Brazília előzi meg ebben a kategóriában 5 címmel. Az olasz klubcsapatok 27 rangos európai trófeát nyertek eddig az évek során. E tekintetben Olaszország a legsikeresebb európai nemzet a labdarúgásban.

## Nemzeti-bajnokság
A legelső olasz labdarúgó-bajnokság első kiírását az Olasz Torna-szövetség által 1896-ban rendezték és egy udinei csapat az S Udinese GS nyerte. 1897-ben következett a második sorozat, amit az SG Torino nyert meg. Egy évvel később a Federation Italienne du Football (FIF–FIGC) szervezte az első nemzeti-bajnokságot. Ez a bajnokság területi, regionális-tornákból és rájátszásból állt. Igazából ez volt az eddigi, leginkább egy nemzet bajnokságára hasonlító versenysorozat, amiben a Genoa győzedelmeskedett. Az 1930–31-es bajnokságtól kezdődően Serie A néven fut az olasz nemzeti labdarúgó-bajnokság.

## Nemzeti-válogatott
Az olasz labdarúgó-válogatott a világ egyik legeredményesebb labdarúgó-válogatottja. Általában kék mezben szerepel a tornákon, innen a csapat beceneve: azzurri.
Sikerei
- 4 világbajnoki cím (1934, 1938, 1982, 2006)
- 1 Európa-bajnoki cím (1968)
- 1 Olimpiai cím (1936)